# Ukrajinska vojna za neodvisnost
Ukrajinska vojna za neodvisnost, imenovana tudi ukrajinsko-sovjetska vojna v Ukrajini, je trajala od marca 1917 do novembra 1921 kot del širše ruske državljanske vojne. Med vojno je bila ustanovljena in se razvijala neodvisna Ukrajinska republika, katere večina je bila med letoma 1919 in 1920 vključena v Ukrajinsko sovjetsko socialistično republiko. Ukrajinska SSR je bila od leta 1922 do 1991 ena od konstitutivnih republik Sovjetske zveze. 
Vojna je potekala med različnimi vladnimi, političnimi in vojaškimi silami. Med vojskujočimi se stranmi so bili ukrajinski nacionalisti, ukrajinski anarhisti, sile Nemčije in Avstro-Ogrske, Bela ruska prostovoljna armada in sile Druge poljske republike. Vsi so se po februarski revoluciji leta 1917 borili za oblast v Ukrajini. Vojna se je začela kmalu po oktobrski revoluciji, ko je boljševiški voditelj Vladimir Lenin poslal v Ukrajino in južno Rusijo ekspedicijsko skupino Vladimirja Antonov-Ovseenka. 
Posledica vojne je bila vključitev Ukrajine v novoustanovljeno Sovjetsko zvezo in Drugo poljsko republiko. Sovjetsko zgodovinopisje je zmago boljševikov razumelo kot osvoboditev Ukrajine izpod okupacije vojsk Zahodne in Srednje Evrope, vključno s Poljsko. Sodobni ukrajinski zgodovinarji menijo, da gre za spodletelo vojno za neodvisnost Ukrajinske ljudske republike proti boljševikom. Spopad je mogoče obravnavati v okviru južne fronte ruske državljanske vojne 1917–1922, pa tudi v okviru zaključne faze vzhodne fronte prve svetovne vojne.  

## Ozadje
Med prvo svetovno vojno je bila Ukrajina krvavo bojišče dveh glavnih udeleženk vojne: Carske Rusije in Avstro-Ogrske.  Med vojno so ukrajinske aktiviste v Rusiji obravnavali kot sovražne agente in ruske oblasti so zaprle njihove časopise in kulturne organizacije. Avstrijci na drugi strani so preganjali galicijske rusofile in aretirali njih in njihove družine. Regija je bila očiščena rusofilov, ko je Avstrija pozneje med vojno ponovno zavzela Galicijo, ki so je zasedli Rusi. Kot odgovor na februarsko revolucijo marca 1917 so politične in kulturne organizacije v Kijevu ustanovile svet, Centralno Rado. Aprila je 900 delegatov sveta izvolilo Mihajla Gruševskega za njegovega voditelja. Gruševski je verjel, da je prišel čas za večjo ukrajinsko avtonomijo znotraj Rusije. Še v istem mesecu je 100.000 podpornikov avtonomije šlo na ulice Kijeva v podporo Centralni radi. Novo vlado, ki je zahtevala jurisdikcijo nad petimi ukrajinskimi gubernijami, so v Petrogradu priznali kot vlado Ukrajine. Ukrajinci iz Moskve in Petrograda so se vrnili v Kijev, da bi pomagali  novi vladi. Centralno Rado so podpirali tudi  ukrajinski častniki in njihovi vojaki. Tisti na fronti, ki so se še naprej borili za Ruse, so se želeli vrniti domov, zlasti po obljubah o zemljiški reformi. Ko je postalo jasno, da te obljube ne bodo nikoli izpolnjene, so mnogi začeli podpirati boljševike. V vzhodnem Doneškem bazenu so bile pogoste stavke sindikatov, ki so napovedali ustanovitev Ukrajinske ljudske republike (UPR). Republika je bila ustanovljena 20. novembra 1917.

## Izbruh spopadov (1917–1918)
Oblast Centralne rade ni segala dlje od mestnih središč in se je kmalu soočala z napadi od zunaj in delavskimi nemiri od znotraj. Rada ni imela disciplinirane stalne vojske in državnega aparata, zato je morala pozivati prebivalstvo k mobilizaciji.  Konec decembra 1917 je Komunistična partija Ukrajine ustanovila rivalsko sovjetsko republiko Doneck–Krivi Rog, sprva imenovano tudi Ukrajinska ljudska republika. Središče republike je bil Harkov, kjer je  imel svoj sedež  Vladimir Antonov-Ovsenko. Njen prvi namen je bil odrezati sile Alekseja Kaledina v Donski regiji od Ukrajine. Januarja so boljševiki prodirali po Ukrajini, da bi zavzeli Kijev, in Centralna rada je z rastjo delavske podpore boljševikom začela izgubljati oblast tudi v urbanih središčih. Sovjetska republika Odesa, ustanovljena 18. januarja 1918, je bila še ena od številnih začasnih ustanov boljševikov.
Boljševiške sile, ki jih je vodil Mihail Muravjov, so hitro zavzele Poltavo. Njej je 10. januarja 1918 sledil Jekaterinoslav,  23. januarja Žmerinko in Vinica, 30. januarja  Odesa in 4. februarja Nikolajev. Prodiranje je upočasnila bitka pri Krutah 30. januarja, potem pa je oborožen upor delavcev v Kijevskem arzenalu, ki se je začel 29. januarja omogočil,  da so boljševiki osvojili Kijev. Ministri ukrajinske vlade so se umaknili v Žitomir. Muravjov se je nato spopadel z romunskimi silami v Besarabiji. Večina preostalih enot ruske carske vojske se je bodisi povezala z boljševiki bodisi pridružila vojski Ukrajinske ljudske republike. Pomembna izjema je bil vojaški vodja belega gibanja Mihail Drozdovski, ki je svoje čete odpeljal čez Novorosijo do Dona, da bi se združil s prostovoljsko vojsko Mihaila Vasiljeviča Aleksejeva.

## Nemška intervencija
Po pogajanjih boljševikov s centralnimi silami v Brest-Litovsku 3. decembra 1917 je Centralna rada izrazila željo po miru in 28. decembra podpisala premirje.
12. januarja so centralne sile priznale delegacijo Ukrajinske ljudske republike (ULR). Neodvisnost ULR je bila razglašena 25. januarja 1918. 1. februarja se je plenarnega zasedanja udeležila harkovska sovjetska ukrajinska vlada. Prvi Brestlitovski sporazum je bil podpisan 9. februarja. Nemčija in Avstro-Ogrska sta v zameno za prepotrebno hrano in kmetijske pridelke obljubili ULR vojaško pomoč proti boljševikom. Zavezniške sile so se na sporazum odzvale tako, da so prekinile odnose z ULR.

### Izgon  boljševiških sil
Nemška in avstro-ogrska vojska sta po sklenitvi sporazuma sprožili operacijo Faustschlag in izgnali  boljševiške sile iz Ukrajine. Kijev je 1. marca zavzela vojska 450.000 nemških vojakov. Dva dni kasneje so boljševiki v Brest-Litovsku s centralnimi silami podpisali  sporazum, s katerim so se uradno končale sovražnosti na vzhodni fronti. Rusija se je strinjala, da bo priznala prejšnji sporazum ULR, podpisala mirovni sporazum z Ukrajino in določila rusko-ukrajinsko mejo.
13. marca so ukrajinske čete in avstro-ogrska vojska zavarovale Odeso. Armada ULR je prevzela nadzor nad Donbasom in aprila očistila Krim boljševiških sil.  Krim so okupirali Nemci, vendar ni bil priključen k ULR. Državljanski nemiri so se kljub tem zmagam nadaljevali po celi Ukrajini, povsod tam, kjer se lokalni komunisti, kmečke samoobrambne skupine in uporniki niso hoteli podrediti Nemcem.

### Hetmanat (april – november 1918)
28. aprila so Nemci razpustili Centralno rado. Naslednji dan je bil s podporo Nemcev izveden državni udar proti vladi ULR in Ukrajinsko ljudsko republiko je zamenjala Ukrajinska država s Pavlom Skoropadskim kot samooklicanim hetmanom cele Ukrajine. Skoropadski je razveljavil prejšnji pravni status Ukrajine in vse zakone ULR. Pod njegovo vlado so bile ustanovljene nove banke, vladni oddelki in stalna vojska, v šole pa je bil uveden ukrajinski jezik. Politiki Centralne rade so zavračali sodelovanje s Skoropadskim. Nepriljubljen je bil tudi med delavci, ki so se čutili zatirane zaradi ukrepov njegovega režima. Ustanovljen je bil organ, znan kot Direktorat Ukrajine, ki naj bi strmoglavil režim Skoropadskega.
Po porazu Nemčije na zahodni fronti novembra 1918 večina nemških čet, nameščenih v Ukrajini, ni želela ostati tam in podpirati Hetmanat. Skoropadski je v prizadevanju, da bi pomiril zaveznike, podpisal listino, ki je določala, da bo Ukrajina del bodoče federalne Rusije. 14. novembra 1918 se je začel upor proti Hetmanatu, ki ga je vodila Ukrajinska socialdemokratska delavska stranka. Uporu je 16. novembra 1918 sledil upor Direktorata.
Skoropadski je razglasil vojno stanje in mobiliziral svoje čete, da bi zadušil upor. Vojska Direktorata je sprva uspela zavarovati večji del Ukrajine, a so jo nato odločilno porazile preostale nemške sile. Oblegovalni korpus sičevskih strelcev je po dvotedenskem obleganju kljub temu zavzel Kijev. Skoropadski je odstopil in pobegnil v Nemčijo. Njegova vlada se je naslednji dan predala Direktoratu. 14. decembra so čete Direktorata vstopile v mesto in prevzele institucije, ki jih je uvedel Hetmanat.

## Zahodnoukrajinska ljudska republika
Oktobra 1918 so Ukrajinci v nekdanji avstrijski Galiciji, Bukovini in Zakarpatju  razglasili Zahodnoukrajinsko ljudsko republiko (ZULR). Ker so si regijo lastili tako Ukrajinci kot Poljaki, je razglasitev sprožila poljsko-ukrajinsko vojno med ukrajinskimi silami in Poljsko vojaško organizacijo. 1. novembra so zahodni Ukrajinci zasedli Lvov, ki so ga čez tri tedne ponovno zavzele poljske sile. Zahodnoukrajinska vlada se je preselila v Ternopil in kmalu zatem v Stanislaviv. Januarja 1919 sta se ukrajinski državi odločili za združitev. Akt o združitvi sta podpisali 22. januarja 1919.
V Galiciji so bili naseljeni Ukrajinci in Poljaki. Ukrajinci iz vzhodne Galicije so se želeli združiti z Ukrajino, Poljaki iz vzhodne Galicije, naseljeni večinoma v Lvovu, pa so prisegali zvestobo Drugi poljski republiki. Obe strani sta si postajali vse bolj sovražni. Do oktobra 1919 so poljske sile v poljsko-ukrajinski vojni porazile ukrajinsko galicijsko vojsko Zahodnoukrajinske republike in vzhodno Galicijo pridružile Poljski. Pariška mirovna konferenca leta 1919 je vzhodno Galicijo dodelila Poljski.

## Nadaljevanje sovražnosti (1919)
Skoraj takoj po porazu Nemčije v prvi svetovni vojni je Leninova vlada razveljavila Brestlitovski sporazum Ukrajine s Centralnimi silami. Sporazum je  Lev Trocki opisal kot "niti vojna niti mir" in Sovjetska Rusija je napadla Ukrajino in druge države Vzhodne Evrope, ki so nastale pod nemško zaščito. 
Poraz Nemčije je zaveznikom odprl Črno morje in sredi decembra 1918 se je v Odesi in Sevastopolu izkrcalo nekaj zavezniških sil pod francoskim poveljstvom. Nekaj mesecev kasneje so se zavezniki izkrcali tudi pri Hersonu in Nikolajevu. 2. aprila je francoski maršal Louis Franchet d'Espèrey ukazal Philippu Henriju Josephu d'Anselmu, naj v 72 urah evakuira Odeso. Podobno so 30. aprila Francozi evakuirali Sevastopol. Francozi naj bi se ne umaknili zato, da bi se izognili porazu, ampak zato, da bi se izognili bojevanju, sicer pa niso imeli načrtov za evakuacijo. Za seboj so pustili ogromne zaloge vojaškega materiala. Invazije so se očitno lotili brez načrta in jasnih ciljev, z nezadostnimi silami in brez razumevanja posledic.
Boljševiki so z novo in hitro ofenzivo v začetku leta 1919 zavzeli večino vzhodne in osrednje Ukrajine. Kijev,  pod nadzorom direktorata Simona Petljure, je 5. februarja ponovno padel v roke Rdeče armade. Ponovno je bila postavljena izgnana sovjetska ukrajinska vlada v ponovno vzpostavljeni državi - Ukrajinski sovjetski socialistični republiki. Ukrajinska ljudska republika (UPR) se je bila prisiljena umakniti v vzhodno Galicijo ob poljski meji od Vinice do Kamjanec-Podolskega in nazadnje do Rivna. Aprilska ofenziva je bila največji sovjetski vojaški uspeh v Ukrajini. Sovjetski režim je bil zdaj vsaj nominalno vzpostavljen po vsej Ukrajini, z izjemo dela Donbasa, ki ga je držal Anton Denikin.  Že maja so se morali Sovjeti soočiti z uporom atamana Nikiforja Grigorjeva in napredovanjem Denikinovih sil.
25. junija 1919 so Denikinove oborožene sile južne Rusije zavzele Harkov in nato 30. junija Ekaterinoslav. Po besedah zgodovinarja Petra Keneza je bilo Denikinovo napredovanje v Ukrajini spektakularno. 31. julija je zavzel  Poltavo, 23. avgusta Odeso in 31. avgusta Kijev.
Do zime se je tok vojne odločilno obrnil in leta 1920 je bila vsa vzhodna in osrednja Ukrajina razen Krima spet v rokah boljševikov. Boljševiki so porazili tudi Nestorja Mahnoja.

## Vključitev Poljske (1920)
Ponovno soočena z neizbežnim porazom se je Ukrajinska ljudska republika obrnila na svojo nekdanjo nasprotnico, Poljsko. Aprila 1920 sta Józef Piłsudski in Simon Petljura v Varšavi podpisala vojaški sporazum o skupnem boju proti Rdeči armadi. Tako kot nekdanje zavezništvo z Nemčijo je tudi ta poteza delno okrnila ukrajinsko suverenost: Petljura je priznal poljsko aneksijo Galicije in se strinjal z vlogo Ukrajine v sanjah Piłsudskega o federaciji pod vodstvom Poljske v Srednji in Vzhodni Evropi. 
Takoj po podpisu zavezništva so se poljske sile pridružile ukrajinski vojski v kijevski ofenzivi, da bi zavzele osrednjo in južno Ukrajino izpod oblasti boljševikov. Sprva uspešna ofenziva je dosegla Kijev 7. maja 1920, potem pa se je poljsko-ukrajinska kampanja končala s popolnim polomom. Konec maja je Rdeča armada pod vodstvom Mihaila Tuhačevskega izvedla veliko protiofenzivo južno od Žitomirja, ki je poljsko vojsko skoraj v celoti potisnila iz Ukrajine. Izjema je bil Lvov v Galiciji. V še enem preobratu je bila avgusta 1920 Rdeča armada poražena v bitki za Varšavo in prisiljena k umiku. Bele sile, zdaj pod generalom Pjotrom Wrangelom, so izkoristile stanje in začele novo ofenzivo v južni Ukrajini. Poraz na Poljskem, obnovljene ofenzive belih v Ukrajini in katastrofalne gospodarske  razmere po vsej Ruski SFSR so prisilile boljševike, da so s Poljsko poskušali skleniti premirje.

## Konec sovražnosti (1921)
Boljševiki so zaprosili Poljake za mir kmalu po bitki za Varšavo. Poljaki, izčrpani in nenehno pod pritiskom zahodnih vlad in Društva narodov z njihovo vojsko, ki je nadzirala večino spornih ozemelj, so se bili pripravljeni pogajati. Sovjeti so dali Poljakom dve ponudbi: prvo 21. septembra in drugo 28. septembra 1920. Poljska delegacija je 2. oktobra predlagala svojo ponudbo. 5. oktobra so Sovjeti ponudili spremembe poljske ponudbe, ki jih je Poljska sprejela. Predhodni mirovni sporazum in pogoji premirja med Poljsko na eni strani ter Sovjetsko Ukrajino in Sovjetsko Rusijo na drugi strani so bili podpisani 12. oktobra, premirje pa je začelo veljati 18. oktobra 1920. Ratifikacije so bile izmenjane v Liepāji 2. november 1920. Sledila so dolga pogajanja o dokončnem mirovnem sporazumu. 
Petljurove ukrajinske sile, ki so zdaj štele 23.000 vojakov in so nadzorovale ozemlja vzhodno od meje s Poljsko, so medtem načrtovale ofenzivo na Ukrajino, ki naj bi se začela 11. novembra, a so jih 10. novembra napadli boljševiki. Do 21. novembra je bila Petljurova vojska po več bitkah pregnana na ozemlje pod nadzorom Poljske.
18. marca 1921 je Poljska z Sovjetsko Rusijo in Ukrajinsko SSR podpisala Riški mirovni sporazum, s čimer so se končale poljske obveznosti do Petljurove Ukrajinske ljudske republike. Boljševiki so v skladu s sporazumom priznali poljsko oblast v Galiciji in Volinskem vojvodstvu, se pravi v zahodnem delu Ukrajine. Poljska je Sovjetski Ukrajini priznala oblast v osrednji, vzhodni in južni Ukrajini. 
Ko so boljševiki zagotovili mir na svoji zahodni fronti, so nemudoma ukrepali, da bi zatrli ostanke belega gibanja. Po končni ofenzivi na Perekopski ožini je Rdeča armada zavzela Krim. Wrangel je novembra 1920 evakuiral  svojo Prostovoljno vojsko v Konstantinopel. Po vojaškem in političnem porazu je Direktorat Ukrajine še naprej imel nekaj vojaških enot. S temi silami je oktobra 1921 začel vrsto gverilskih napadov v osrednji Ukrajini. Napadi so proti vzhodu segali vse do sodobne Kijevske oblasti. 4. novembra so gverilci Direktorata zavzeli Korosten in zasegli skladišče vojaških zalog, potem pa jih je 17. novembra 1921 obkolila boljševiška konjenica in jih uničila. 
V sedanjem Čerkaškem okrožju Čerkasijske oblasti v tedanji Kijevski guberniji je domačin Vasil Čučupak ustanovil Hladnojarsko republiko, ki si je prizadevala za ukrajinsko neodvisnost. Trajala je od leta 1919 do 1922 in bila zadnje ozemlje, ki so ga posedovali oboroženi privrženci neodvisne ukrajinske države pred vključitvijo Ukrajine v Sovjetsko zvezo kot Ukrajinska sovjetska socialistična republika.

## Posledice
Leta 1922 se je ruska državljanska vojna na Daljnem vzhodu bližala koncu in komunisti so razglasili Zvezo sovjetskih socialističnih republik (ZSSR) kot federacijo Rusije, Ukrajine, Belorusije in Zakavkazja. Ukrajinska sovjetska vlada je bila skoraj nemočna pred centraliziranim monolitnim aparatom komunistične partije s sedežem v Moskvi. V novi državi so Ukrajinci v obdobjih korenizacije in ukrajinizacije sprva uživali status titularnega naroda. 
Josif Stalin je do leta 1928 utrdil oblast v Sovjetski zvezi. Začela se je kampanja kulturne represije, ki je dosegla vrhunec v 30. letih 20. stoletja, ko je Sovjetsko zvezo prizadela ogromna lakota, ki jo je povzročil človek, in je zahtevala več milijonov življenj. Lakota je nesorazmerno bolj prizadela Ukrajino v tako imenovanem Gladomoru. Del Ukrajine, ki je bil pod oblastjo Poljske, je imel zelo malo tako politične kot kulturne avtonomije, vendar ga ni prizadela lakota. V poznih 1930. letih so bile notranje meje Ukrajinske SSR na novo narisane, vendar brez bistvenih sprememb. 
Politični status Ukrajine je ostal nespremenjen do pakta Molotov-Ribbentrop, sklenjenega med ZSSR in nacistično Nemčijo avgusta 1939. Junija 1941 so Nemčija in njeni zavezniki napadli Sovjetsko zvezo in že v prvem letu vojne osvojili celo Ukrajino. Po zmagi Sovjetske zveze na vzhodni fronti druge svetovne vojne, h kateri so veliko prispevali Ukrajinci, je bila Karpatska Rutenija, do leta 1919 del Madžarske, od leta 1919 do 1939 del Češkoslovaške, od leta 1939 do 1944 ponovno del Madžarske in od  leta 1944 do 1945 ponovno del Češkoslovaške, vključena v Ukrajinsko SSR. Vanjo so bili vključeni tudi deli medvojne Poljske. Dokončna širitev Ukrajine se je zgodila leta 1954, ko je bil na pobudo  sovjetskega voditelja Nikite Hruščova, po poreklu Ukrajinca, Krim iz Rusije prenesen v Ukrajino. 

## Vojna v kulturi
Vojna je bila prikazana v romanu Mihaila Bulgakova Bela garda, ki je izšel v nadaljevanjih leta 1925. 
Nekaj pesmi, napisanih ali prirejenih za ukrajinske sičevske strelce, je v tistem času postalo v Ukrajini zelo priljubljenih.  Zaradi njihove patriotske vsebine so jih Sovjeti večji del 20. stoletja prepovedovali.

## Opombi
1. ↑  Avstro-Ogrska in ULR sta se v tajnosti dogovorili za priključitev  vzhodne Galicije in Bukovine, kjer so prevladovali Ukrajinci, potem pa je Avstro-Ogrska julija 1918 ta sporazum preklicala.[16]
2. ↑  Leta 1922 so Centralne sile vse svoje obveznosti preklicale.[16]